# T-Netz
Das T-Netz war ein freies Mailboxnetz, das auf dem Protokoll ZConnect basierte und als freiwillige Ergänzung zum Z-Netz von vielen Mailboxen angeboten wurde. Das Anlegen neuer Newsbereiche, der sogenannten Bretter, lag prinzipiell im Ermessen des Sysop bzw. Mailboxbetreibers, während im Z-Netz darüber abgestimmt wurde. 
Bei den /T-NETZ-Brettern stand das „T“ für „teilvernetzt“. /T-NETZ-Bretter waren oft Bretter zu Spezialthemen und daher nur in bestimmten Mailboxen vorhanden oder Bretter, die bei Abstimmungen im Z-Netz keine Mehrheit bekommen hatten. Die Verbreitung einzelner /T-NETZ-Bretter war dementsprechend sehr unterschiedlich. 1995 wurden die /T-NETZ/*-Bretter nach einer Wahl in /Z-NETZ/ALT/* umbenannt und damit in die Z-Netz-Hierarchie eingegliedert. „ALT“ steht hierbei für „alternative“, analog zu den Bezeichnungen im Usenet. In dieser Form existieren diese Bretter noch heute und sind in der Regel auch über die meisten Usenet-Server erreichbar.